# Association internationale du film d'animation
L’Association internationale du film d'animation, ou ASIFA est une association internationale, créée en 1960 à Annecy, en France et avalisée par l'UNESCO. La représentation française est aujourd'hui assurée par l'Association française du cinéma d'animation (AFCA). C'est une référence internationale en cinéma d'animation, ayant des affiliations tout autour du monde.

## Événements
Elle organise notamment la Journée mondiale du cinéma d'animation dans plus de 50 pays à travers le monde, chaque 28 octobre, pour l'anniversaire de la première projection d'un film d'animation à l'aide du théâtre optique par Émile Reynaud au Musée Grévin, à Paris en 1892. La Fête du cinéma d'animation est la version française de cette Journée mondiale.
Elle finance régulièrement des festivals. Parmi les plus connus, on peut citer le Festival international du film d'animation d'Annecy, en France, le Festival international du film d'animation d'Ottawa, au Canada, le Festival international du film d'animation d'Hiroshima, au Japon, ou encore l'Animafest Zagreb, également très ancien festival international, à Zagreb en Croatie.
Elle décerne, depuis 1985, le Prix ASIFA aux personnes, organisations qui ont eu une contribution innovante ou significative dans la promotion et la conservation du cinéma d'animation. Lauréats : 
- 1985 à Kihachirō Kawamoto,
- 2004 à	Raoul Servais,
- 2016 à Giannalberto Bendazzi, un historien de l'animation, un prix pour l'ensemble de son œuvre, pendant l'Animafest Zagreb[1].
- 2022 à Caroline Leaf et Maureen Furniss.

## Présidence
| Président            | durée                  | Reférences. |
| -------------------- | ---------------------- | ----------- |
| Norman McLaren       | 1960–1979              | [ 2 ]       |
| John Halas           | 1979–1988              | ,           |
| Raoul Servais        | 1985–1994 ou 1988–1993 | ,           |
| Michel Ocelot        | 1994–1999              | [ 7 ]       |
| Abi Feijò            | 1999–2002              |             |
| Thomas Renoldner     | 2002–2004              | [ 8 ]       |
| Noureddin Zarrinkelk | 2004–2006              |             |
| Sayoko Kinoshita     | 2006–2009              | [ 9 ]       |
| Nelson Shin          | 2009–2012              | [ 10 ]      |
| Ed Desroches         | 2013–2015              | ,           |
| Ed Desroches         | 2015–2019              | [ 13 ]      |
| Sayoko Kinoshita     | 2019–2022              | [ 14 ]      |
| Deanna Morse         | 2022–2024              | ,           |